# Rinklingen

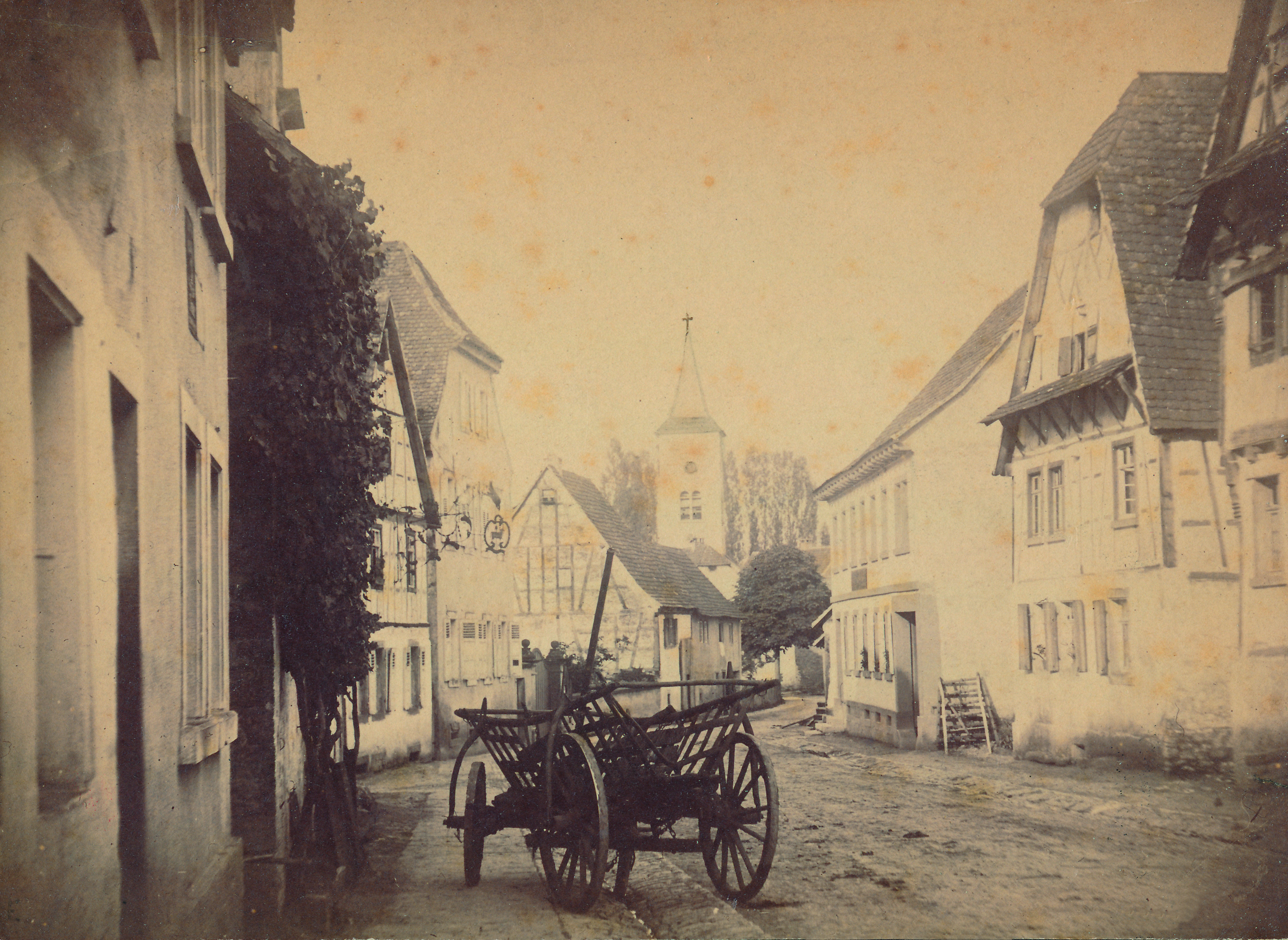
Rinklingen, Hauptstraße, Blick nach Osten, 1878

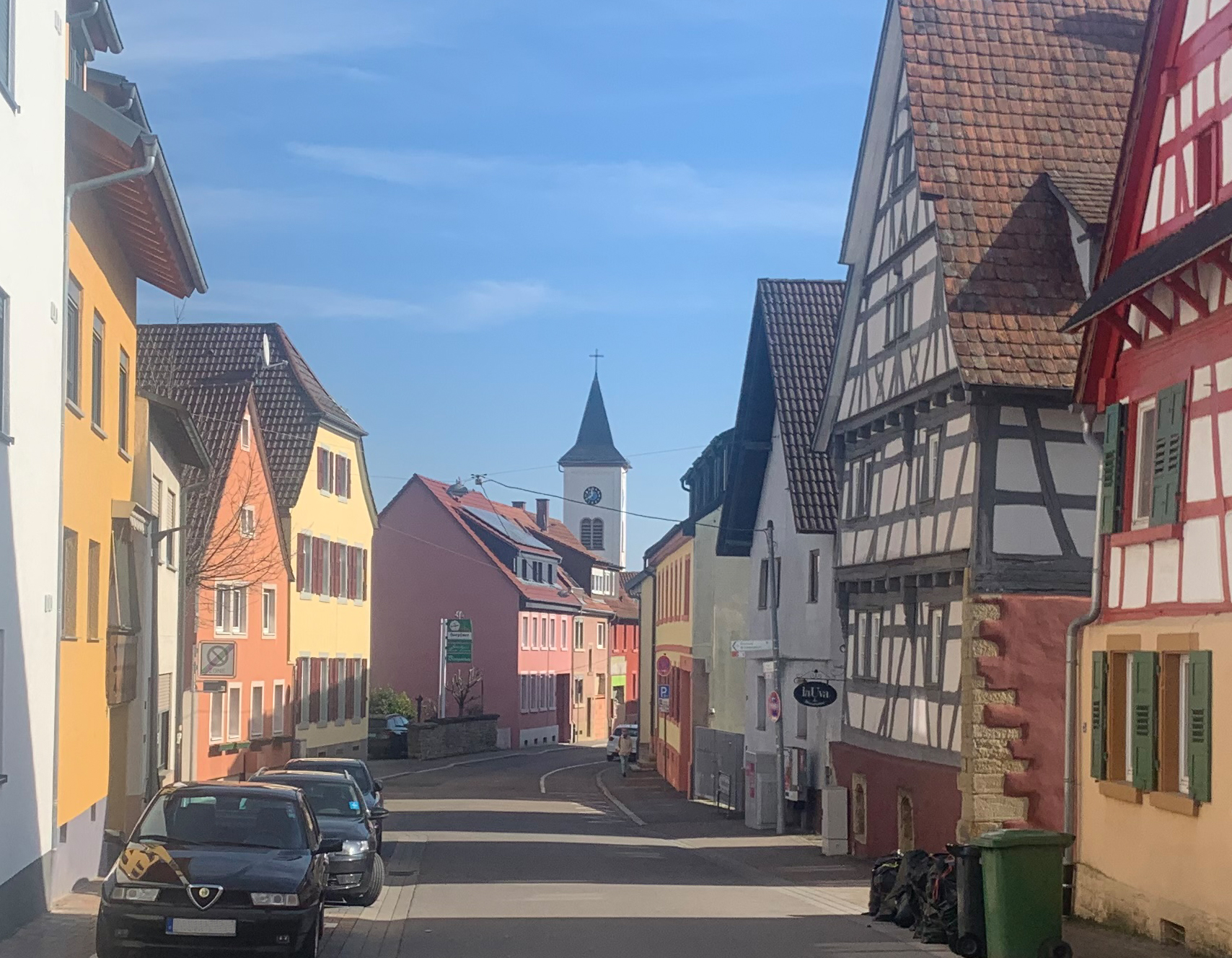
Rinklingen, Hauptstraße, Blick nach Osten, 2022

Rinklingen ist seit 1971 ein Ortsteil der Großen Kreisstadt Bretten in Baden-Württemberg mit rund 2280 Einwohnern.

## Geschichte
Im Jahre 768 wurde Rinklingen erstmals urkundlich erwähnt (Die Ersterwähnung scheint nicht gesichert, da auch noch ein anderer Ort als Rinklingen in Frage kommt). Damit ist Rinklingen der älteste Stadtteil der Stadt Bretten (ausgenommen die Kernstadt). Die Zeit zwischen der Ersterwähnung und dem Jahr 1265 liegt völlig im Dunkeln, fehlen doch Nachweise in Form von Urkunden über diese Zeit. Erst dann erfahren wir über die Eigentumsverhältnisse im Dorf. Teile der Gemarkung wurden verkauft, andere verpfändet, die Eigentümer wechselten ständig. Dass sich in Rinklingen zwei damals wichtige Handelsstraßen kreuzten, belegt noch heute der Straßennamen „Am Zollstock“. Dort mussten die Durchreisenden Zoll entrichten. Durch Tausch und Kauf erwarben allmählich die Pfalzgrafen bei Rhein die gesamte Gemarkung. An die neuen Herren mussten die Bürger Abgaben entrichten und wurden, als Bretten 1504 durch ein württembergisches Heer belagert wurde, zur Verteidigung der Stadt herangezogen. Im Dreißigjährigen Krieg suchten die Rinklinger Schutz hinter den Mauern der Stadt Bretten. Nur noch 25 Personen wohnten nach diesen grausamen Kriegsereignissen im Ort. Dass die Bevölkerungszahl nach dem Kriege wieder schnell anwuchs, ist vor allem einem Rundschreiben des Kurfürsten Karl Ludwig von der Pfalz zu verdanken. Er lud darin Menschen aus anderen Regionen ein, sich in der Pfalz niederzulassen. Diesem Ruf folgten vor allem viele Schweizer, darunter die Stammväter der noch heute in Rinklingen lebenden Familie Gropp.
Im Jahr 1971 wurde die ehemals selbstständige Gemeinde Rinklingen durch die Gebietsreform in Baden-Württemberg nach Bretten eingegliedert, was aufgrund der unmittelbaren Nachbarschaft sowie enger Verflechtung der beiden Kommunen von der Bevölkerung begrüßt wurde. Seither legte der Stadtteil stetig an Bevölkerung und Siedlungsfläche zu.

## Wirtschaft und Infrastruktur

### Bildung
In Rinklingen gibt es eine Grundschule, welche sich in unmittelbarer Nähe zum Rathaus befindet. Des Weiteren gibt es einen Kindergarten.

### Wirtschaft
Die Industrialisierung von Rinklingen begann auf den Tag genau am 1. Juli 1940. An diesem Tag nahm die Graugussgießerei Dehm in der Brettener Straße ihren Betrieb auf. Heute befindet sich auf diesem Gelände die Firma Klumpp. Eigentümer und Betreiber dieser Gießerei war Josef Dehm, ein Gießereifachmann aus Jöhlingen. Er hatte schon seit 1930 in Bretten an der Hermann-Beuttenmüller-Straße eine Gießerei betrieben. Der Platzmangel zwang ihn zur Vergrößerung. Um 1950 machte Josef Dehm die Erfindung, welche sein Leben veränderte, den IDEMA-Baustein. Dieser orientierte sich am Mauerziegel und bildete dessen Format im Maßstab 1:10 ab. Die Weiterentwicklung, Herstellung und Vertrieb des neuen Produkts banden Dehms Kräfte derart, dass er seine Gießerei an die Firma Neff zuerst verpachtete, dann verkaufte.
Ein weiteres florierendes Gewerbegebiet auf Rinklinger Gemarkung entwickelte sich nach dem Zweiten Weltkrieg am Silcherweg/Brückenfeldstraße. Dort siedelte sich die Druckerei Adam und später die Firma Metallbau-Hesselbacher an. Mit einer 1953 errichteten Lagerhalle begann der sensationelle Aufstieg der Firma Glas-Bischoff. Zuerst als Lieferant für Schreinereien, Fenster- und Metallbaubetriebe verlegte man sich auf die Veredelung von Glas und erlangte damit weltweite Bekanntheit. Herausragende Beispiele, zu welchen die Firma, nun unter dem Namen BGT firmierend, das Glas lieferte, sind die Elbphilharmonie in Hamburg, das Britische Museum in London, der Evolution Tower in Moskau und nicht zuletzt das Reichstagsgebäude in Berlin.
Weitere Gewerbeansiedelungen an der Brückenfeldstraße folgten später, darunter Auto Hirsch und Hirsch Printmedien.
Heute finden sich im Industriegebiet am Übergang zur Kernstadt Unternehmen wie der internationale Tierfutterhersteller Deuerer sowie die Automatendreherei Klumpp.

### Verkehr
Rinklingen ist über die S4 der Stadtbahn Karlsruhe im 20/40-Minuten-Takt mit der Karlsruher Innenstadt sowie mit der Kernstadt und den Stadtteilen Gölshausen und Bauerbach verbunden. In östlicher Richtung verkehrt die Linie S4 bis nach Öhringen. Des Weiteren verkehrt die innerstädtische Buslinie 146 durch den Stadtteil, welche über Diedelsheim und die Kernstadt in den Stadtteil Ruit führt.

## Persönlichkeiten
- Heinrich Issel (1854–1934), Maler
- Josef Dehm (1904–1977), Erfinder und Unternehmer
- Otto Bickel (1913–2003), Familien- und Heimatforscher, Ehrenbürger
- Wolfhard Bickel (geb. 1950), Musikpädagoge